# Jamal Wilson
Jamal Wilson (Nassau, 1º settembre 1988) è un altista bahamense.

## Biografia
Wilson debutta internazionalmente nel 2005, prendendo parte ai Mondiali allievi di Marrakech. In ambito regionale ha vinto numerosi titoli giovanili che lo hanno portato a prendere parte alla nazionale seniores nel 2008. Dopo due medaglie di bronzo nel salto in alto ai Campionati NACAC under 23, Wilson nel 2013 in Messico ha conquistato una medaglia d'argento ai Campionati CAC. Nel 2016 ha preso parte alla sua prima edizione dei Giochi olimpici a Rio de Janeiro 2016, mentre nel 2018 ha vinto un argento ai Giochi del Commonwealth a Gold Coast, alle spalle dell'australiano Brandon Starc. L'anno successivo ha preso parte ai Giochi panamericani in Perù, ma sbagliando tutti e tre i tentativi a 2,15 metri.
Wilson ha studiato all'Università del Texas ad Austin, dove ha gareggiato ai campionati NCAA con la squadra universitaria.

## Palmarès
| Anno | Manifestazione          | Sede           | Evento        | Risultato | Prestazione | Note |
| ---- | ----------------------- | -------------- | ------------- | --------- | ----------- | ---- |
| 2005 | Giochi CARIFTA U20      | Bacolet        | Salto in alto | Oro       | 2,08 m      |      |
| 2005 | Mondiali U18            | Marrakech      | Salto in alto | 22º (q)   | 1,95 m      |      |
| 2005 | Panamericani U20        | Windsor        | Salto in alto | 12º       | 1,95 m      |      |
| 2006 | Giochi CARIFTA U20      | Les Abymes     | Salto in alto | Oro       | 2,05 m      |      |
| 2006 | Campionati CAC U20      | Port of Spain  | Salto in alto | Argento   | 2,11 m      |      |
| 2006 | Mondiali U20            | Pechino        | Salto in alto | 25º (q)   | 2,10 m      |      |
| 2007 | Giochi CARIFTA U20      | Providenciales | Salto in alto | Oro       | 2,20 m      |      |
| 2007 | Panamericani U20        | San Paolo      | Salto in alto | Oro       | 2,11 m      |      |
| 2008 | Campionati CAC          | Cali           | Salto in alto | Bronzo    | 2,13 m      |      |
| 2008 | Campionati NACAC U23    | Toluca         | Salto in alto | Bronzo    | 2,23 m      |      |
| 2010 | Campionati NACAC U23    | Mirama         | Salto in alto | Bronzo    | 2,13 m      |      |
| 2011 | Campionati CAC          | Mayagüez       | Salto triplo  | 6º        | 15,32 m     |      |
| 2013 | Campionati CAC          | Morelia        | Salto in alto | Argento   | 2,22 m      |      |
| 2014 | Giochi del Commonwealth | Glasgow        | Salto in alto | 14º (q)   | 2,11 m      |      |
| 2014 | Giochi CAC              | Veracruz       | Salto in alto | 5º        | 2,18 m      |      |
| 2016 | Mondiali indoor         | Portland       | Salto in alto | 11º       | 2,20 m      |      |
| 2016 | Giochi olimpici         | Rio de Janeiro | Salto in alto | 25º (q)   | 2,22 m      |      |
| 2018 | Mondiali indoor         | Birmingham     | Salto in alto | 9º        | 2,20 m      |      |
| 2018 | Giochi del Commonwealth | Gold Coast     | Salto in alto | Argento   | 2,30 m      |      |
| 2018 | Giochi CAC              | Barranquilla   | Salto in alto | 5º        | 2,24 m      |      |
| 2018 | Campionati NACAC        | Toronto        | Salto in alto | 5º        | 2,22 m      |      |
| 2019 | Giochi panamericani     | Lima           | Salto in alto | Finale    | nm          |      |
| 2021 | Giochi olimpici         | Tokyo          | Salto in alto | 32º (q)   | 2,17 m      |      |